# Эфендиев, Рашид-бек Мирза Магомед-бек оглы
Рашид-бек Мирза Магомед-бек оглы Эфендиев (25 декабря 1880, Российская империя — XX век) — российский и азербайджанский военный деятель, полковник.

## Начало военной карьеры
«Магометанского вероисповедания, сын коллежского асессора Закатальского округа». Общее образование получил в Бакинском реальном училище.  
В службу вступил юнкером рядового звания в Александровское военное училище в Москве 29 августа 1901 года. По окончании училища по 1-му разряду, выпущен 10 августа 1903 года подпоручиком в 10-й Туркестанский стрелковый батальон.
20 ноября 1906 года произведён в поручики. 5 ноября 1911 года произведён в штабс-капитаны. На 1 января 1914 года младший офицер 8-й роты 8-го Туркестанского стрелкового генерал-адъютанта К.П. фон Кауфмана полка.

## Первая мировая война
Участвовал в боевых действиях в составе полка.  Награждён орденом Святого Станислава 3-й ст. с мечами и бантом и Святой Анны 2-й ст. с мечами ( Высочайше утверждено 3 июня 1915 года). 16 июня 1915 года высочайше утверждено пожалование орденом Святой Анны 4-й ст. с надписью «За храбрость».
Высочайшим приказом по чинам военным от 6 июля 1915 года было утверждено пожалование «за отличие в делах против неприятеля», по удостоению местной Георгиевской Кавалерской Думы, ордена Святого Георгия  4-й ст. штабс-капитану 8-го Туркестанского стрелкового генерал-адъютанта фон Кауфмана полка Рашиду Эфендиеву
за то, что в бою под Ловичем в ночь на 15-е сентября 1914 года, при атаке неприятельской укреплённой позиции у восточной окраины д. Здуны, с вверенной ему ротой, пользуясь подступами , подобрался к окопам  противника на 50 шагов и ударил в штыки, причём  лично бросился с винтовкой в руках на стреляющий неприятельский пулемёт и, свалив ударом приклада наводчика , захватил пулемёт ; вынув из пулемёта замок и сдав его и пулемёт  на хранение стрелку своей роты, бросился  дальше в деревню, где в это время  уже началась штыковая работа наших стрелков
19 сентября 1915 года произведён в капитаны.  24 марта 1917 года Рашид-бек Эфендиев, выбыл из полка с зачислением по армейской пехоте.

## Служба в Азербайджане
С 1919 года полковник Рашид-бек Эфендиев на службе в вооружённых силах Азербайджанской Демократической Республики. Командовал 3-м батальоном 2-го пехотного Закатальского полка. 26 августа был назначен командиром вновь формирующегося 6-го пехотного Геокчайского полка 2-й пехотной дивизии. Впоследствии  командовал 8-м пехотным  Агдашским полком.